# 张奉国
张奉国（740年—822年4月6日），原名张子良，鄧州向城縣人，唐朝武官。
元和二年（807年）十月，镇海军节度使李锜谋反，杀留后王澹。李锜以宣州富饶，派四院随身兵马使张子良、李奉仙、田少卿领兵三千攻打宣州、歙州、池州。三人知道李锜要失败，便与李锜的外甥牙将裴行立共同策划讨伐李锜。张子良在准备出发时，当晚把将士们召集起来，对他们说：“李仆射谋反叛逆，官军已经从各地汇集起来，常州和湖州的李深与赵惟忠接连败死，李仆射的形势已经窘迫。何不效力朝廷，转祸为福！”部众都很高兴，三位将领回军直奔镇海军城。裴行立点着火，擂鼓呐喊，在城内响应，领兵攻打军府牙门。李锜得知张子良等人起兵，大怒，光脚逃走。李锜被随从们捉住，裹着帐幕，将他用绳索缒到城下，给他带上枷锁，送往京城。十月十九日，镇海军将本军发生的事情上奏朝廷闻知。十一月初一，李锜被押送到长安，唐宪宗亲临兴安门，当面责问他。李锜回答说：“我起先并没有造反，是张子良等人教我这样做的。”宪宗说：“你身为主帅，既然张子良等人策划造反，你为什么不将他们杀了，然后再入京朝见？”李锜无法回答，于是将他和儿子李师回一并腰斩。张奉国早年平定徐州，这是转任金吾将军。白居易上言：“应该进升张奉国，以表彰天下忠臣之心。”十一月初三，以张子良为检校工部尚书、左金吾卫将军，封南阳郡王，赐名奉国；田少卿检校左散骑常侍、左羽林将军，代国公；李奉仙检校右常侍、右羽林将军，邠国公；裴行立为泌州刺史，赠王澹给事中。张奉国转任檢校刑部尚書充振武、麟、勝等州節度營田觀察處置等使。
唐宪宗平淮西吴元济，功臣李光颜等来朝，想要开内宴，下诏六军使修麟德殿之东廊。军使张奉国以公费不足，出私财以助用，便禀告宰相。裴度从容启奏：“陛下营造，有将作监等司局，岂可让功臣破产营缮？”唐宪宗生气张奉国泄漏财政机密，元和十三年（818年）二月十三日，宪宗令张奉国致仕，任命他为鸿胪卿。二月十八日，任命李文悦为右武卫大将军，充任威远营使。疏浚龙首池、兴建承晖殿，土木工程逐渐兴起。之前，由宦官担任六军辟仗使，犹如节度使的监军使，不发印信。张奉国获罪后，才颁赐印信。四月十五日，内廷拿出废置印符两方，赐给了左、右三军辟仗使。辟仗使可举发惩处军政过失，事务可以直接奏报皇帝。长庆二年三月十一壬寅，左骁卫上将军张奉国去世，年八十三岁。